# Necròpoli minoica d'Armeni
La necròpoli minoica d'Armeni (en grec, Υστερομινωικό νεκροταφείο Αρμένων) és un jaciment arqueològic situat a la rodalia del poble homònim, a l'illa de Creta (Grècia), que conté restes de la civilització minoica. Alguns dels objectes trobats en aquest jaciment s'exposen en els museus arqueològics de Réthimno i de Khanià.
El jaciment arqueològic fou descobert i excavat al 1969 per Yannis Tzedakis després que dos estudiants lliuraren al Museu Arqueològic de Réthimno dos pitxers de ceràmica que havien trobat. Les excavacions han tret a la llum unes 232 tombes de cambra del període minoic tardà.
Les tombes són de diferent grandària, la qual cosa s'associa als diferents estatus socials que tenien les persones soterrades, i s'orienten cap a la muntanya Vrisinas, on hi havia un santuari. S'hi poden observar tres tipus de cambra d'enterrament: circular, semicircular i rectangular. La majoria de les tombes es reutilitzaren diverses vegades.
Entre les troballes d'aquestes tombes hi ha peces de ceràmica —fabricades en diferents indrets de l'illa, com Cnossos i l'est de Creta— atuells de bronze, d'estany i pedra, quatre segells cilíndrics orientals, eines i joies. En un flascó s'ha trobat una inscripció en lineal B. També hi destaquen els larnax, que apareixen decorats amb pintures en un o més costats. Tots els larnax s'usaren per a enterraments individuals, tret del de la tomba número 132, que tenia les restes d'un home i una dona. Una altra troballa singular és un casc d'ullals de senglar. També hi ha aparegut una cistella de vímet amb una tapa en forma de con que devia contenir aliments.
Els esquelets trobats a les tombes —uns 500— han proporcionat informació sobre la forma de vida dels minoics: alimentació amb poca carn i moltes verdures i fruites; alçada mitjana de 1,67 m en els homes i de 1,54 en les dones; esperança de vida de 31 anys per als homes i 28 per a les dones; o causes de les morts degudes a complicacions durant el part o a malalties com el càncer, tuberculosi i brucel·losi. Una altra dada és que aproximadament una quarta part de la població mancava de dents en el moment de la mort.
Una de les tombes que en destaca és la número 200, que és l'únic tolos de tota la necròpoli. Pertany al s. XIV ae; les seues dimensions són més aviat modestes i, com les altres tombes, està orientat cap a la muntanya Vrisinas. A dins es trobaren armes, peces de terrissa, molts grans, i un penjoll amb una inscripció en lineal A.
La número 159 també destaca per la magnitud. Se l'ha qualificada de tomba «principesca». Consta d'un dromos de 15,50 m, una escala de 25 graons i una cambra quadrangular de 4 x 4,90 m. S'hi trobaren restes d'una llitera de fusta que devia servir per a transportar el mort al lloc de sepultura.
No s'ha descobert encara l'assentament a què pertany aquesta necròpoli, tot i que algunes excavacions efectuades als voltants han suggerit que s'ha de trobar sota l'actual poble de Kastellos.

## Galeria d'imatges

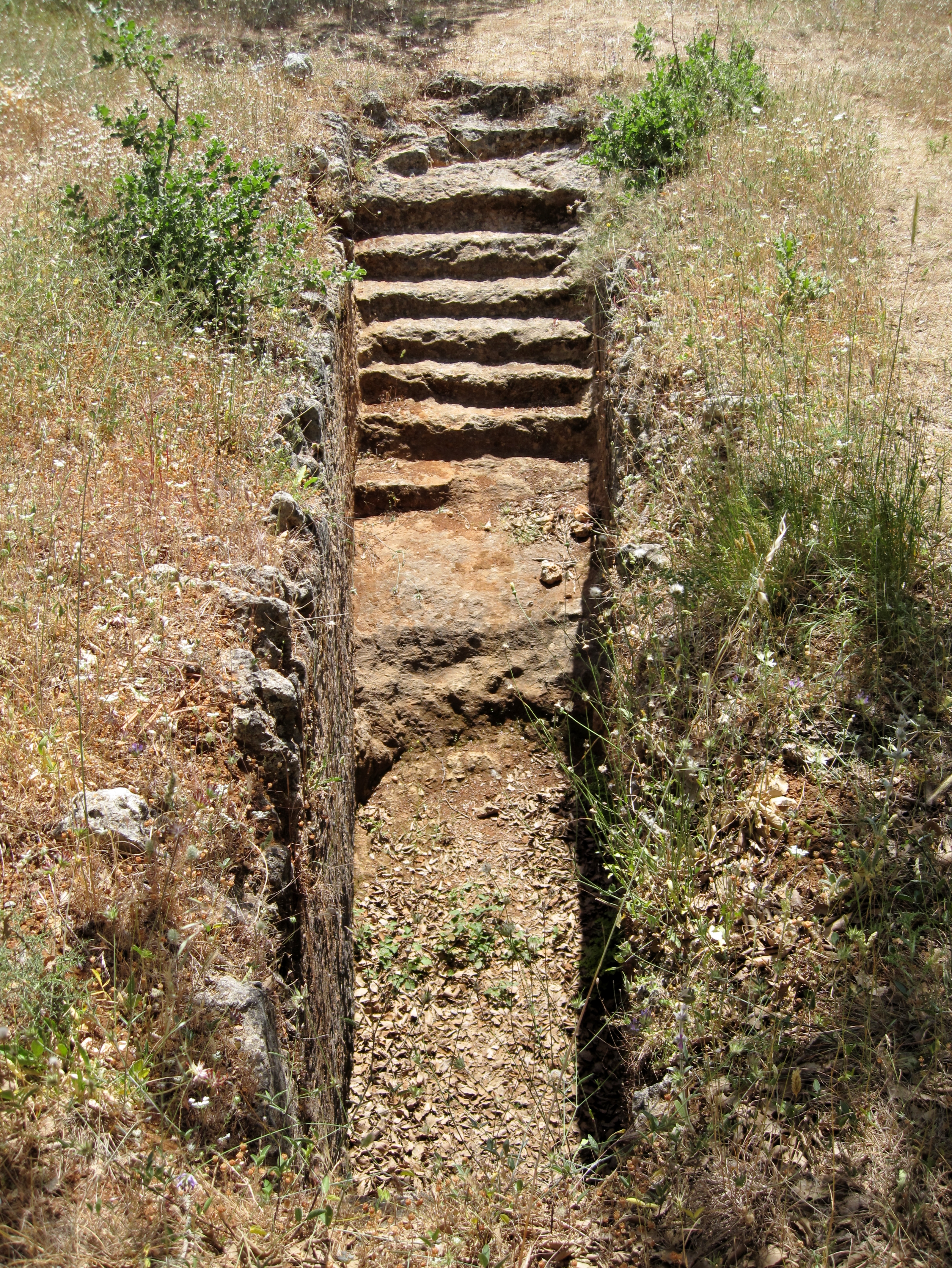
Escala d'una de les tombes
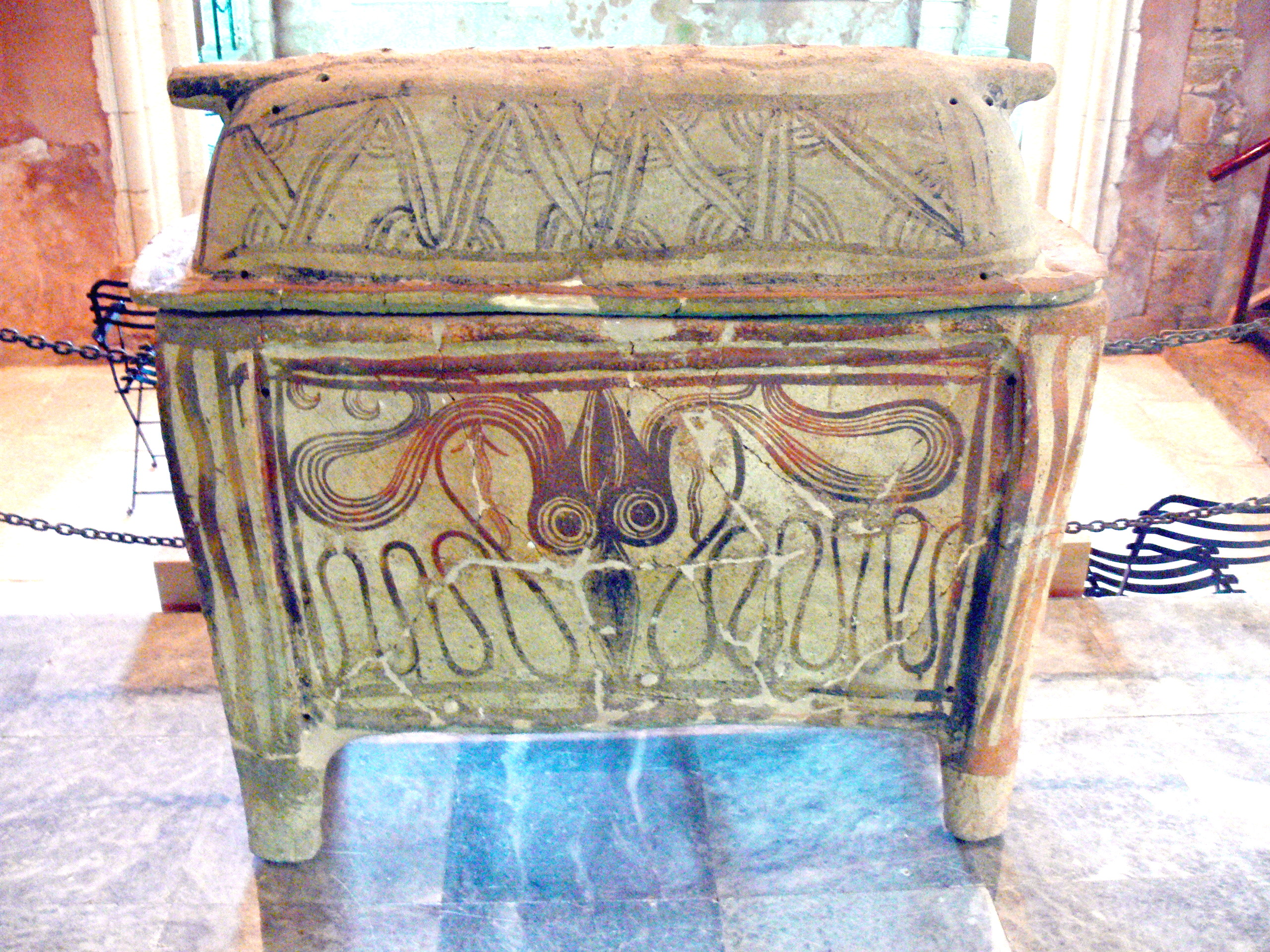
Sarcòfag trobat en una de les tombes. Museu Arqueològic de Khània
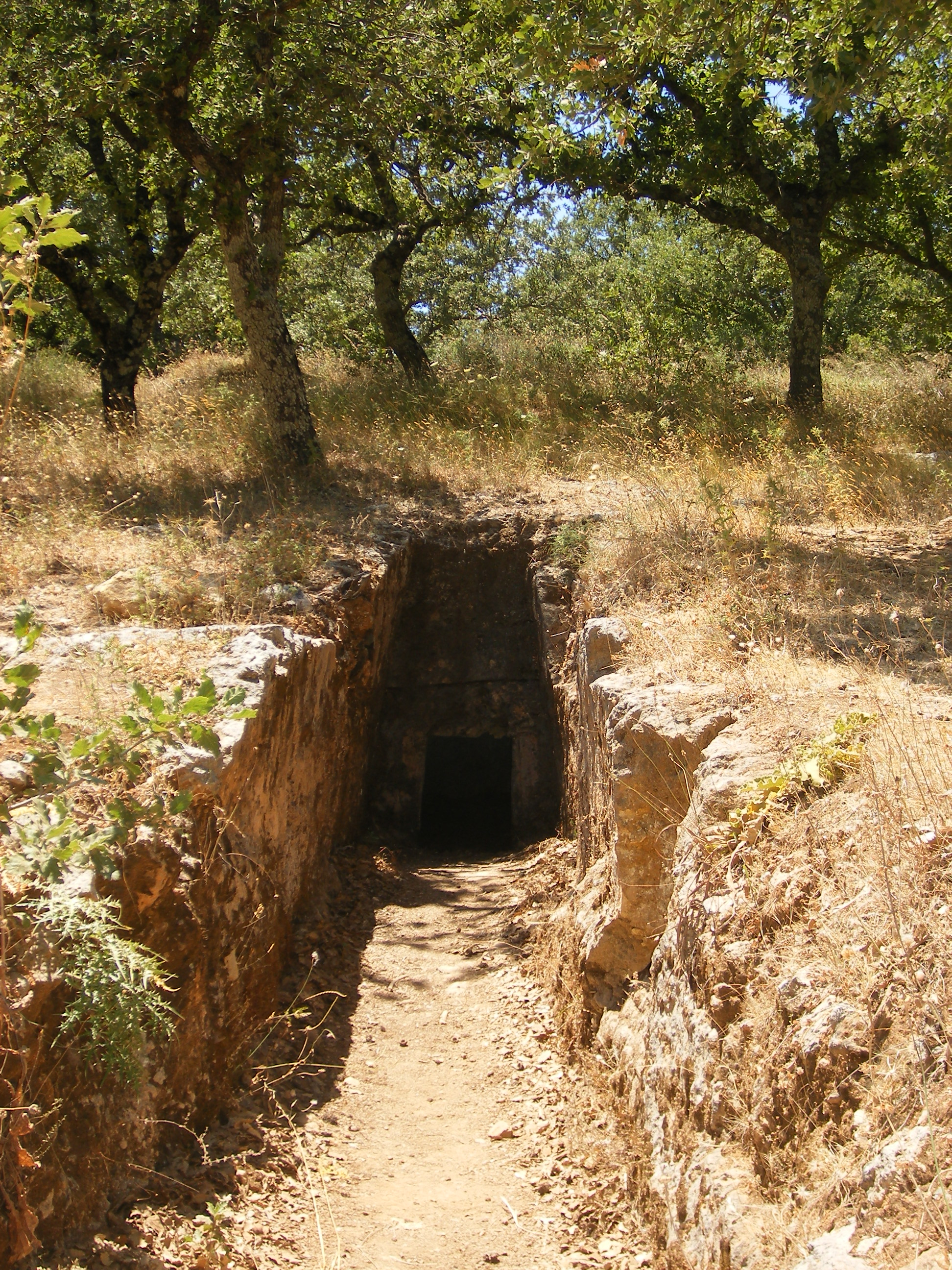
Una altra de les tombes d'Armeni